# Еріхс Микола Федорович
Микола Федорович Еріхс (нар. 7 (19) травня 1826 — 12 (24) серпня 1890) — російський офіцер, генерал-майор.

## Біографічні відомості
В ході Східної (Кримської) війни — учасник бойових дій в Дунайських князівствах, облоги Сілістрії. У 1854 році у складі 4-ї батареї 14-ї артилерійської бригади прибув в Кримську армію. 4 серпня 1855 року в Чорноріченській битві отримав контузію осколком гранати. У період оборони Севастополя отримав чин штабс-капітана.
Учасник російсько-турецької війни 1877—1878 років. У 1887 році проведений в генерал-майори і звільнений у відставку. Помер 12 (24 серпня) 1890 року. Похований у Севастополі на Братському кладовищі.

## Могила

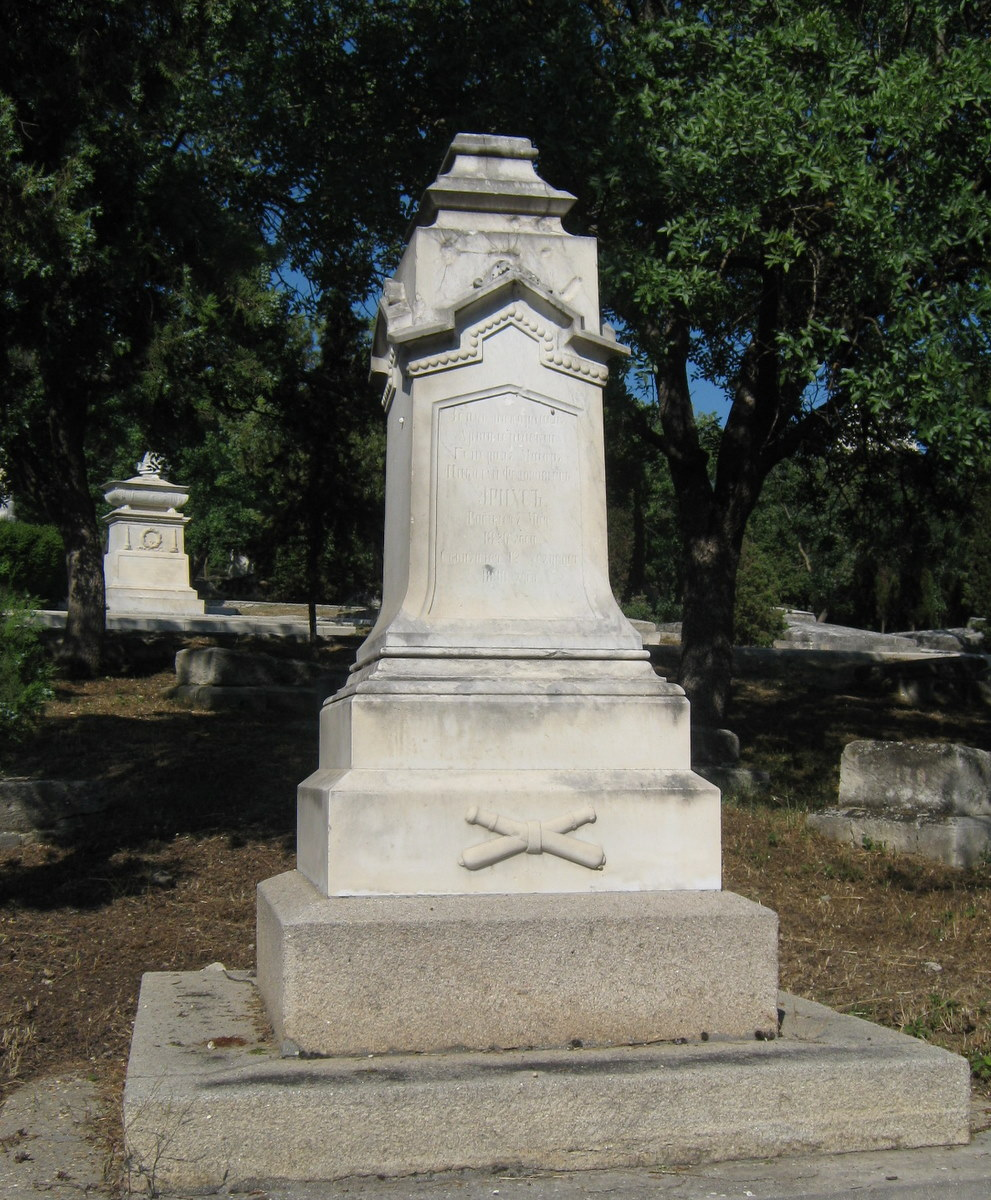
Могила Миколи Еріхса

Надгробок є квадратною в перетині стелою з білого мармуру зі складним фронтоном, встановлену на багатоступеневому профільованому гранітному постаменті. На лицьовій частині постаменту рельєфне зображення перехрещених стволів польових гармат, вище в едікулі меморіальна напис: «Тут похований Артилерійський генерал-майор Микола Федорович Еріхсен. Народився 7 травня 1826 року. Помер 12 серпня 1890».
Навершя пам'ятника хрест втрачено.